# Boen
Boen är en sjö i Ydre kommun i Östergötland och ingår i Emåns huvudavrinningsområde. Sjön har en area på 0,829 kvadratkilometer och ligger 204 meter över havet. Boen ligger i Silverån Natura 2000-område. Sjön avvattnas av vattendraget Silverån.

## Delavrinningsområde
Boen ingår i det delavrinningsområde (639812-147055) som SMHI kallar för Utloppet av Boen. Medelhöjden är 247 meter över havet och ytan är 31,47 kvadratkilometer. Det finns inga avrinningsområden uppströms utan avrinningsområdet är högsta punkten. Silverån som avvattnar avrinningsområdet har biflödesordning 3, vilket innebär att vattnet flödar genom totalt 3 vattendrag innan det når havet efter 162 kilometer. Avrinningsområdet består mestadels av skog (76 procent). Avrinningsområdet har 2 kvadratkilometer vattenytor vilket ger det en sjöprocent på 6,4 procent.